# Jeszenszky Pál
Kisjeszeni Jeszenszky Pál (Gömörpanyit, 1864. december 1. – Újfehértó, 1951. július 22.) mezőgazdasági szakember.

## Életpályája
Tanulmányait a Magyaróvári Magyar Királyi Gazdasági Akadémián végezte. 1894-ben a Köztelek társszerkesztője lett. 1896-tól az Országos Magyar Gazdasági Egyesület (OMGE) titkára, 1906-tól ügyvezető titkára volt. 1913-tól a Magyar Mezőgazdák Szövetkezetének vezérigazgatója volt. Az első világháború után átszervezte a szövetkezetet s annak alelnökévé választották. 1930-ban nyugalomba vonult.
40 éven át rendezője, illetve elnöke volt az Országos Mezőgazdasági Kiállításoknak. Két évtizeden át vezette a Gazdatisztek Országos Egyesületének ügyeit is. Szakcikkei a Köztelekben jelentek meg.

## Művei
- Magyarországi uradalmak és gazdatisztek czímtára. 1908–1909, Pátria Irodalmi Vállalat és Nyomdai Rt., Budapest, 1908
- Magyarok északon, Az OMGE által 1910 június havában Dánia és Svédországban rendezett gazdasági tanulmányúton szerzett tapasztalatok ismertetése írásban és képben. Pátria Irodalmi Vállalat és Nyomdai Rt., Budapest, 1910
- Göndörszörü lincolnshirei és nemesített mangalica sertéstenyészete, Pátria, Budapest, 192?